# Tipula crassistyla
Tipula crassistyla är en tvåvingeart som beskrevs av Alexander 1966. Tipula crassistyla ingår i släktet Tipula och familjen storharkrankar.
Artens utbredningsområde är Peru. Inga underarter finns listade i Catalogue of Life.